# Дорогая М
«Дорогая М» (груз. ძვირფასო მ.) — художественный фильм, 1999, драма.

## Сюжет
Британка, изучающая грузинский язык, приезжает в Тбилиси, чтобы получить языковую практику. Однако местные жители оказываются настолько любвеобильными, что гостья становится заложницей…

## В ролях
- Сиенна Гиллори
- Отар Мегвинетухуцеси
- Георгий Мгеладзе
- Зураб Кипшидзе
- Джемал Саганидзе
- Лео Антадзе
- Гуранда Габуния
- Михаил Гомиашвили
- Нато Мурванидзе
- Нико Гомелаури
- Шота Кристесашвили
- Важа Гелашвили
- Хатуна Иоселиани
- Марина Кахиани
- Ладо Меквабишвили
- Мамука Лория